# 19 (album Adele)
19 – debiutancki album studyjny brytyjskiej piosenkarki Adele, wydany został wydany 28 stycznia 2008. Krążek promowany był singlami „Hometown Glory”, „Chasing Pavements”, „Cold Shoulder” oraz „Make You Feel My Love”. Wydawnictwo dotarło do pierwszego miejsca na brytyjskiej liście przebojów oraz czwartego miejsca tożsamej listy w Stanach Zjednoczonych.  Album przyniósł artystce cztery nominacje do nagrody Grammy.

## Tło i wydanie

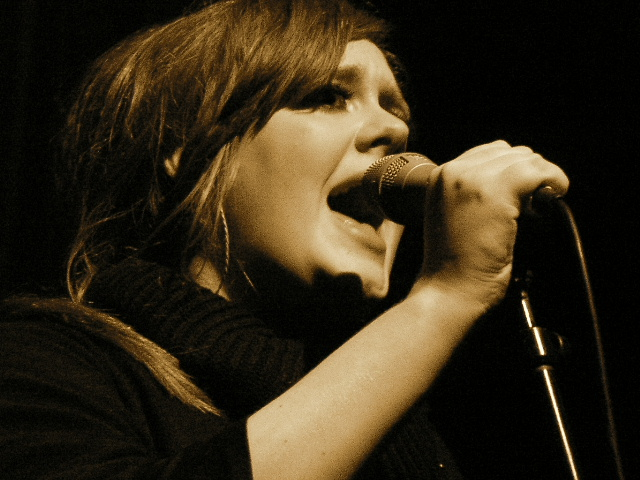
Adele (2009)

W kwietniu 2006 Adele ukończyła Brytyjską Szkołę Sztuki Widowiskowej i Technologii, gdzie studiowała śpiew. Jej pierwszą publikacją były trzy utwory w wersji demo, które zostały opublikowane na platformie Myspace. Piosenki zdobyły popularność, co spowodowało nawiązanie kontaktu piosenkarki z wytwórnią XL Recordings. W grudniu 2007 została ogłoszona laureatką nagrody Brit w kategorii „Wybór krytyków”. Debiutancki album Adele nagrywany był od maja do października 2007.
Pierwszy singiel promocyjny „Hometown Glory” został wydany 22 października 2007, natomiast drugi „Chasing Pavements” 14 stycznia 2008, tydzień przed publikacją całego krążka. Album ukazał się  28 stycznia 2008 i zadebiutował na szczycie listy UK Albums Chart. W marcu 2008 wydana została tajwańska wersja albumu, zawierająca trzy dodatkowe utwory. W Stanach Zjednoczonych krążek zadebiutował na 61. miejscu listy Billboard Hot 100, natomiast po rozdaniu nagród Grammy w 2009 znalazł się na dziesiątym miejscu listy. W 2012 po sukcesie drugiego albumu piosenkarki 21 powrócił do pierwszej dziesiątki zastawienia listy Billboard Hot 100, zajmując czwarte miejsce. 21 kwietnia 2008 wydany został trzeci singiel promocyjny „Cold Shoulder”, natomiast 27 października ostatni – „Make You Feel My Love”.

## Reakcje
Matthew Chisling w recenzji dla portalu AllMusic pochwalił Adele za wokal oraz warstwę liryczną utworów. Autor zwrócił uwagę na różnorodność brzmieniową krążka, pisząc „Syntetyzując bluesa, jazz, folk, soul, a nawet elektryczny pop, Adele zadziwia swoimi dojrzałymi umiejętnościami pisania piosenek i oszałamiającymi aranżacjami”. Sposób śpiewania Adele pochwalił również Caspar Llewellyn Smith, stwierdzając w recenzji albumu dla czasopisma The Observer, że „spośród wszystkich wokalistek z 2008 roku żadna nie jest tak dobra jak ta”. Negatywną recenzje krążka napisał Dorian Lynskey dla dziennika The Guardian. Dziennikarz zarzucił Adele „niewielki ciężar emocjonalny”, dodając, że „sukces Adele wydaje się być przesądzony”.
19 otrzymał nagrodę European Border Breakers za najlepszy album oraz był nominowany w tożsamej kategorii do Mercury Prize. Podczas 51. ceremonii wręczenia nagród Grammy Adele otrzymała dwie statuetki spośród czterech nominacji (dla najlepszego nowego artysty oraz za utwór „Chasing Pavements” w kategorii Najlepszy żeński występ wokalny pop).

## Lista utworów
| Lp. | Tytuł                    | Muzyka i tekst                     | Czas |
| --- | ------------------------ | ---------------------------------- | ---- |
| 1   | „Daydreamer”             | Adele                              | 3:41 |
| 2   | „Best for Last”          | Adele                              | 4:19 |
| 3   | „Chasing Pavements”      | Adele, Eg White                    | 3:31 |
| 4   | „Cold Shoulder”          | Adele, Skarbek                     | 3:12 |
| 5   | „Crazy for You”          | Adele                              | 3:28 |
| 6   | „Melt My Heart to Stone” | Adele, White                       | 3:24 |
| 7   | „First Love”             | Adele                              | 3:10 |
| 8   | „Right as Rain”          | Adele, Michels, Silverman, Movshon | 3:17 |
| 9   | „Make You Feel My Love”  | Bob Dylan                          | 3:32 |
| 10  | „My Same”                | Adele                              | 3:16 |
| 11  | „Tired”                  | Adele, White                       | 4:19 |
| 12  | „Hometown Glory”         | Adele                              | 4:31 |

### Edycja rozszerzona
| Dysk 1 | Dysk 2 |
| --- | --- |
| 1. „Daydreamer” 2. „Best for Last” 3. „Chasing Pavements” 4. „Cold Shoulder” 5. „Crazy for You” 6. „Melt My Heart to Stone” 7. „First Love” 8. „Right as Rain” 9. „Make You Feel My Love” 10. „My Same” 11. „Tired” 12. „Hometown Glory” | 1. „Chasing Pavements” 2. „Melt My Heart to Stone” 3. „That's It, I Quit, I'm Movin' On” 4. „Crazy for You” 5. „Right as Rain” 6. „My Same” 7. „Make You Feel My Love” 8. „Daydreamer” 9. „Hometown Glory” 10. „Many Shades of Black” |

## Historia wydań
| Region            | Data             | Format               | Wytwórnia        |
| ----------------- | ---------------- | -------------------- | ---------------- |
| Europa            | 25 stycznia 2008 | CD, Digital download | XL Recordings    |
| Australia         | 26 stycznia 2008 | CD, Digital download | XL Recordings    |
| Wielka Brytania   | 28 stycznia 2008 | CD, Digital download | XL Recordings    |
| Stany Zjednoczone | 10 czerwca 2008  | CD, Digital download | Columbia Records |

### Notowania
| Rok         | Notowanie                   | Najwyższa pozycja |
| Krajowe     | Krajowe                     | Krajowe           |
| ----------- | --------------------------- | ----------------- |
| –           | OLiS                        | –                 |
| Zagraniczne |                             |                   |
| 2008        | US Albums Top 100           | 10                |
| 2008        | UK Albums Top 75            | 1                 |
| 2008        | World Albums Top 40         | 8                 |
| 2008        | US Billboard 200            | 10                |
| 2008        | US Billboard Digital Albums | 5                 |

### Certyfikaty i sprzedaż
| Kraj                          | Certyfikat         | Sprzedaż   |
| ----------------------------- | ------------------ | ---------- |
| Australia (ARIA)              | 2x platynowa płyta | 140 000+   |
| Belgia (BEA)                  | 2x platynowa płyta | 60 000+    |
| Dania (IFPI Danmark)          | 2x platynowa płyta | 40 000+    |
| Finlandia (Musiikkituottajat) | złota płyta        | 15 700+    |
| Hiszpania (Promusicae)        | platynowa płyta    | 80 000+    |
| Holandia (NVPI)               | 3x platynowa płyta | 350 000+   |
| Kanada (MC)                   | 4x platynowa płyta | 400 000+   |
| Meksyk (AMPROFON)             | złota płyta        | 40 000+    |
| Niemcy (BVMI)                 | platynowa płyta    | 200 000+   |
| Nowa Zelandia (RMNZ)          | 2x platynowa płyta | 30 000+    |
| Stany Zjednoczone (RIAA)      | 3x platynowa płyta | 3 000 000+ |
| Szwajcaria (IFPI Schweiz)     | platynowa płyta    | 30 000+    |
| Wielka Brytania (BPI)         | 8x platynowa płyta | 2 400 000+ |
| Włochy (FIMI)                 | platynowa płyta    | 50 000+    |

## Wykonawcy
- Adele Adkins – wokal, gitara, bass, pianino, czelesta
- Jim Abbiss – dzwonki, producent, miksing
- Matt Allchin – gitara
- Helen Atkinson – asystent inżyniera dźwięku
- Neil Cowley – pianino, organy Hammonda, wurlitzer
- Rosie Danvers – aranżacja partii smyczkowych
- Tom Elmhirst – miksing
- Simon Hayes – asystent miksera
- Liam Howe – programowanie
- Sam Koppelman – glockenspiel
- Serge Krebs – asystent inżyniera, asystent miksera
- Matt Lawrence – inżynier dźwięku
- Phil Lee – dyrektor artystyczny, design, fotografie
- Archibald Alexander MacKenzie – asystent inżyniera, asystent miksera
- Will Malone – aranżacja partii smyczkowych, dyrygent smyczkowych, autor partii smyczkowych
- Perry Mason – smyczkowe
- Dom Morley – inżynier dźwięku
- Dan Parry – asystent miksera
- Matt Paul – asystent
- Jack Peñate – chórki
- Fergus Peterkin – asystent miksera
- Mark Ronson – producent
- Louis "Kayel" Sharpe – perkusja
- Jason Silver – klawisze
- Michael Tighe – gitara
- Eg White – aranżer, producent, wykonawca
- Richard Wilkinson – inżynier, mikser
- Stuart Zender – bass